# Фарнезький дім

Герб Фарнезького дому

Фарне́зький дім (лат. Domus Farnesia, італ. Casa di Farnese, Casa Farnese), або Фарне́зе (італ. Farnese, МФА: [farˈneːze]) — італійський шляхетний рід Х—XVIII століття. Представники роду правили герцогством Парми і П'яченци (1545—1731), а також герцогством Кастро (1537—1649). Походить з кінця Х століття; назва від родового замку (лат. Castrum Farneti). Досяг злету в XV ст., у добу Ренесансу.  Найвідоміші представники роду — папа Павло III, пармський герцог-кондотьєр Алессандро Фарнезе, іспанська королева Єлизавета Фарнезе. Головна гілка дому по чоловічій лінії вигасла 1731 року, по жіночій — 1766 року. Герб — шість лазурових лілій на золотому щиті; в нашоломнику — срібний єдиноріг.

## Герб

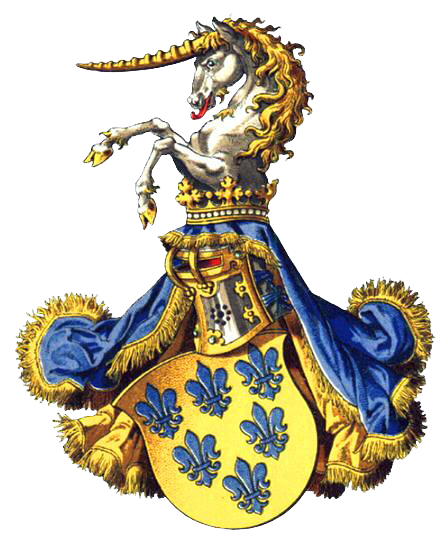
ХІХ ст.
Герб Павла ІІІ
Герб Алессандро
1545—1586
1592—1731

## Герцоги Пармські
- 1545-1547: П'єр-Луїджі Фарнезе, перший герцог Парми

- 1547—1586: Оттавіо Фарнезе
- 1586—1592: Алессандро Фарнезе
- 1727-1731: Антоніо Фарнезе, останній герцог Парми з роду Фарнезе

## Родинні зв'язки
- Авіська династія (королі Португалії)
  1. Марія (1538—1577) ∞ Алессандро, герцог Пармський